# Drosophila dasycnemia
Drosophila dasycnemia är en tvåvingeart som beskrevs av Elmo Hardy 1965. Drosophila dasycnemia ingår i släktet Drosophila och familjen daggflugor.
Artens utbredningsområde är Hawaii.